# گوستاو شارپانتیه

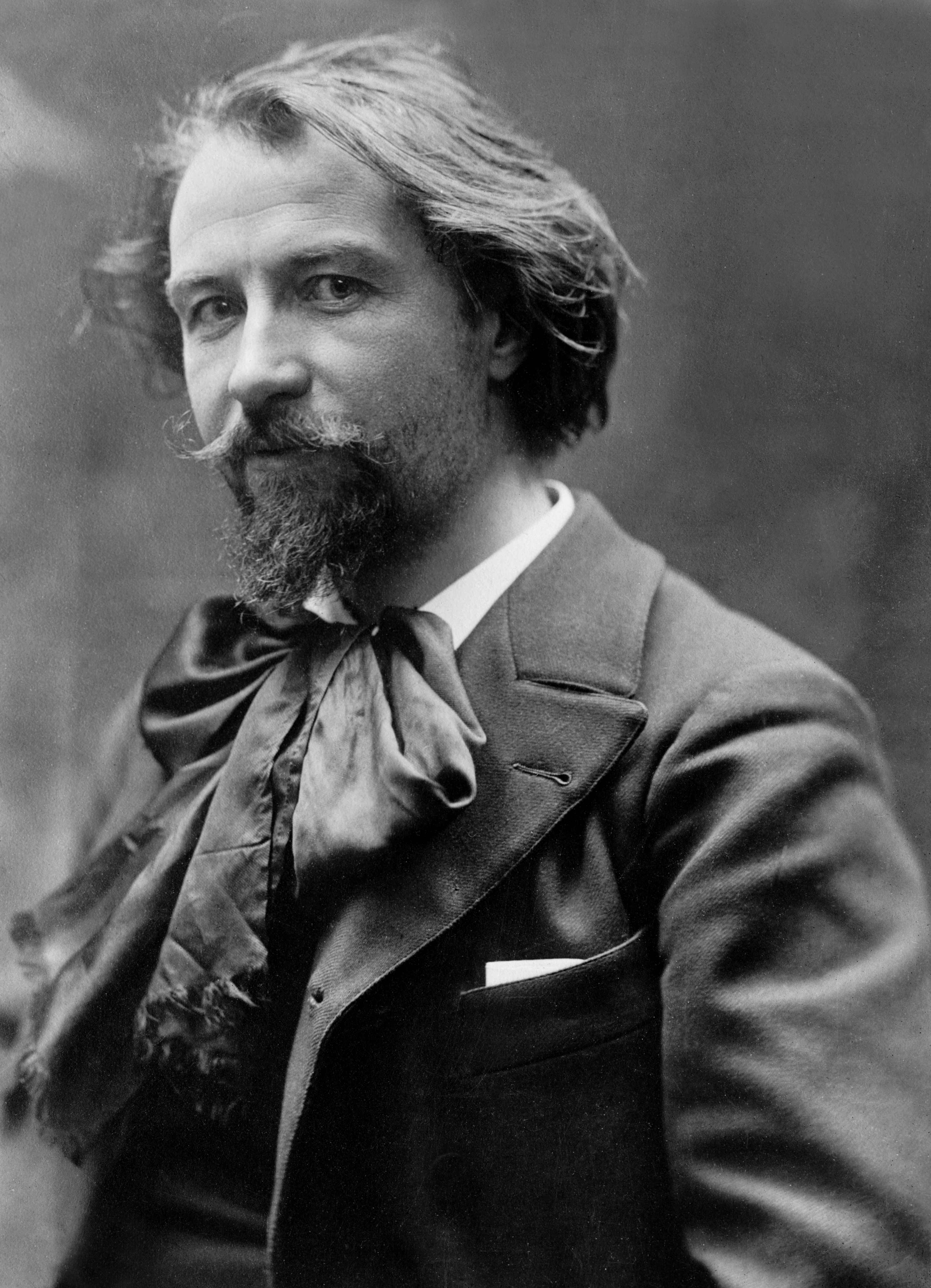
گوستاو شارپانتیه

گوستاو شارپانتیه (به فرانسوی: Gustave Charpentier) آهنگساز فرانسوی. در ۲۵ ژوئن ۱۸۶۰ در دیوز (Dieuze) زاده شد و در ۱۸ فوریهٔ ۱۹۵۶ در پاریس درگذشت.
هر نوع ارتباط خانوادگی بین او و مارک آنتوان شارپانتیه، آهنگساز اواخر قرن هفدهم، بسیار بعید است.

## برخی از آثار
- اپرای لوئیز
- اپرای ژولیَن
- پوئم سمفونیک «مونیخ»
- «زندگی شاعر» برای آواز، کُر و ارکستر

## شنیدن آثار
- deezer
- youtube